# Юрбен, Ашиль
Ашиль Жозеф Юрбен (фр. Achille Joseph Urbain; 1884—1957) — французский зоолог. В 1937 году описал купрея.

## Биография
Родился в Гавре. В 1906 году получил научную степень, окончив национальную ветеринарную школу в Лионе. Затем, в 1912, ему была присвоена степень по естественной истории. С 1920 доктор наук. Работал в научно-исследовательской военной ветеринарной лаборатории, одновременно проводя исследования по микробиологии и иммунологии в Институте Пастера. В 1931 году Юрбен вышел в отставку с военной службы. В 1934 назначен директором Венсенского зоопарка в Париже. В 1942—1949 годах был директором Национального музея естественной истории.